# Saint-Christophe-d’Allier
Saint-Christophe-d’Allier ist eine französische Gemeinde im Département Haute-Loire in der Region Auvergne-Rhône-Alpes. Sie gehört zum Arrondissement Brioude und zum Kanton Gorges de l’Allier-Gévaudan. 

## Nachbargemeinden
Umgeben wird Saint-Christophe-d’Allier von den Nachbargemeinden Saint-Vénérand im Nordwesten, Alleyras im Norden, Le Bouchet-Saint-Nicolas im Nordosten, Saint-Haon im Osten, Saint Bonnet-Laval im Süden und Bel-Air-Val-d’Ance im Westen.

## Bevölkerungsentwicklung
| Jahr                       | 1962 | 1968 | 1975 | 1982 | 1990 | 1999 | 2008 | 2017 |
| -------------------------- | ---- | ---- | ---- | ---- | ---- | ---- | ---- | ---- |
| Einwohner                  | 239  | 213  | 179  | 164  | 159  | 140  | 113  | 91   |
| Quellen: Cassini und INSEE |      |      |      |      |      |      |      |      |